# Eutelia sinuosa
Eutelia sinuosa är en fjärilsart som beskrevs av Moore 1881. Eutelia sinuosa ingår i släktet Eutelia och familjen nattflyn. Inga underarter finns listade i Catalogue of Life.